# 萱草色
萱草色（かんぞういろ）とは、ワスレグサの花の色。やや淡い赤味の黄赤。クチナシあるいはキハダの黄色と、スオウもしくはベニバナの赤色を掛け合わせて染めた色である。
萱草の別名は忘れ草といい、別離の悲しみを忘れさせる花として喪の色とされた。ただし、クチナシとベニバナの組み合わせは禁色のひとつである黄丹と同じ配合であるため、喪の色である萱草色に使うのは避けられた。喪中の女子の袴はこの萱草色である。また表に萱草色裏に萱草色の襲の色目は『萱草の襲』といって喪服に用いる。